# Pinanga mirabilis
Pinanga mirabilis är en enhjärtbladig växtart som beskrevs av Odoardo Beccari. Pinanga mirabilis ingår i släktet Pinanga och familjen Arecaceae. Inga underarter finns listade i Catalogue of Life.